# 곽수자
곽수자(郭秀子)는 대한민국의 산업은행 소속 탁구 선수였다. 1964년 한국 서울 아시아 선수권대회에서 단체 은메달을 획득하였다.
전국남녀종합탁구선수권대회 1962년 1966년 여자부분 우승을 하였다